# Кофман, Валентин Соломонович
Валентин Соломонович Кофман (укр. Валентин Соломонович Кофман; 1901—1942) — врач-хирург, участник Великой Отечественной войны, военный врач 1-го ранга.

## Биография
Родился 7 октября 1901 года в Одессе в еврейской семье. Мать Анна Львовна работала врачом, отец Соломон Владимирович был профессором медицинского института.
Член партии большевиков с 1919 года. Участник Гражданской войны в России, был комиссаром. В 1921 году Валентин Кофман поступил в Одесский медицинский институт, по окончании которого два года служил врачом кавалерийского полка. Затем вернулся в Одессу. С 1937 года — доцент кафедры общей хирургии мединститута. Затем защитил докторскую диссертацию и в 1938 году стал профессором.
Когда началась Вторая мировая война, Кофмана снова призвали в Красную армию. Во время Польского похода Красной армии 1939 года он командовал медицинской ротой, затем — медико-санитарным батальоном. Во время Советско-финляндской войны был старшим хирургом стрелкового корпуса.
Принимал участие в Великой Отечественной войне с самого её начала. Находился в осаждённой Одессе, принимал участие в обороне Севастополя в составе Приморской армии в качестве армейского хирурга. Именно в период обороны Севастополя В. С. Кофман разработал методику поточного ведения хирургических операций во фронтовых условиях. Накануне оставления города советским командованием им был получен пропуск на самолёт для эвакуации, но доктор Кофман отдал свой пропуск военфельдшеру Кононовой, у которой на руках был новорождённый сын. 3 июля 1942 года был расстрелян фашистами вместе с начальником медицинской службы морской базы военврачом 1-го ранга М. З. Зеликовым и начальником 41-го госпиталя военврачом 1-го ранга М. А. Злотниковым. По другим данным — пропал без вести.
Был награждён орденом Красной Звезды.
У его сына Льва в семье было два сына — Юрий и Валентин, названный в честь деда (в настоящее время проживает в Израиле).

## Память
8 августа 2003 года в Одессе на доме № 50 по улице Еврейской, где до войны жил Валентин Кофман, ему была установлена мемориальная доска — барельеф Кофмана с текстом на украинском языке: «У цьому будинку з 1919 по 1941 рік жив учасник оборони Одеси та Севастополю, головний хірург Приморської армії, доктор медичних наук, професор Валентин Соломонович Кофман (1901—1942)».